# ابرنواختر فوق‌درخشان

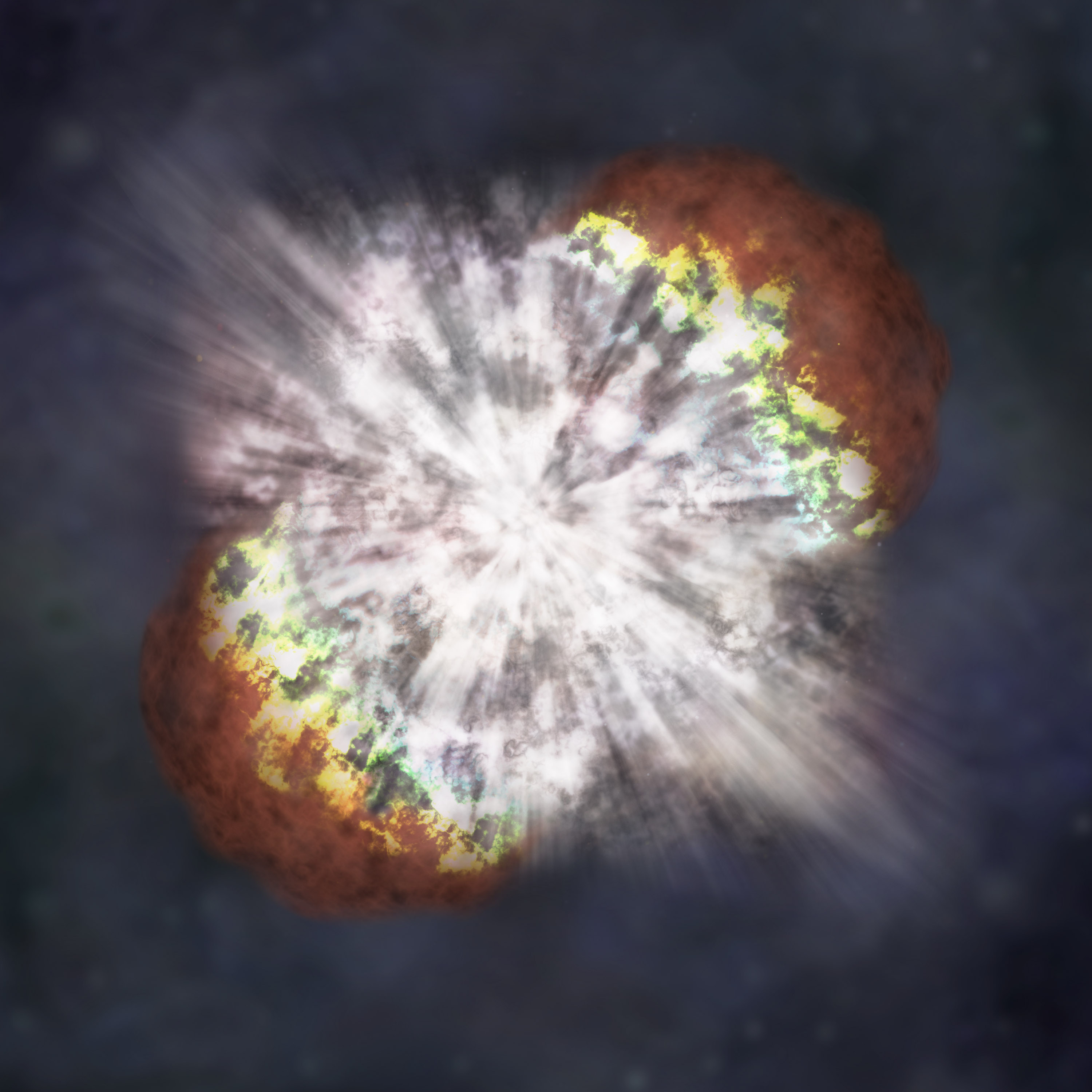
NASA artist's impression of the explosion of SN 2006gy, a superluminous supernova

ابرنواختر فوق‌درخشان (انگلیسی: Superluminous supernova) یا (SLSN)، یا در جمع ابرنواخترهای فوق درخشان یا (SLSNe) نوعی انفجار ستاره‌ای با درخشندگی ۱۰ یا بیشتر از ابرنواخترهای استاندارد است. به نظر می‌رسد SLSNe مانند ابرنواخترها توسط مکانیسم‌های مختلفی تولید می‌شوند که به راحتی توسط منحنی‌های نور و طیف‌های آنها آشکار می‌شود. مدل‌های متعددی برای اینکه چه شرایطی ممکن است یک SLSN را ایجاد کند، وجود دارد، از جمله فروپاشی هسته در ستارگان پرجرم، مگنتارهای میلی‌ثانیه‌ای، برهم‌کنش با مواد دور ستاره‌ای (مدل CSM)، یا ابرنواخترهای ناپایدار زوج.
اولین ابرنواختر تأیید شده که به یک انفجار پرتو گاما متصل است تا سال ۲۰۰۳، زمانی که (GRB 030329) در صورت فلکی شیر را روشن کرد، یافت نشده بود.